# Easton Neston house
Easton Neston es una gran casa de campo catalogada de grado I  en la parroquia de Easton Neston cerca de Towcester en Northamptonshire, Inglaterra. Fue construido por William Fermor, primer barón Leominster (1648-1711), en estilo barroco según el diseño del arquitecto Nicholas Hawksmoor. Se cree que Easton Neston es la única mansión que fue obra exclusiva de Hawksmoor. Desde aproximadamente 1700, después de la finalización de Easton Neston, Hawksmoor trabajó con Sir John Vanbrugh en muchos edificios, incluidos Castle Howard y Blenheim Palace, y a menudo proporcionó conocimientos técnicos al menos calificado Vanbrugh. La obra de Hawksmoor fue siempre más clásicamente severa que la de Vanbrugh. Sin embargo, Easton Neston es anterior a esta asociación en unos seis años.

## Arquitecto

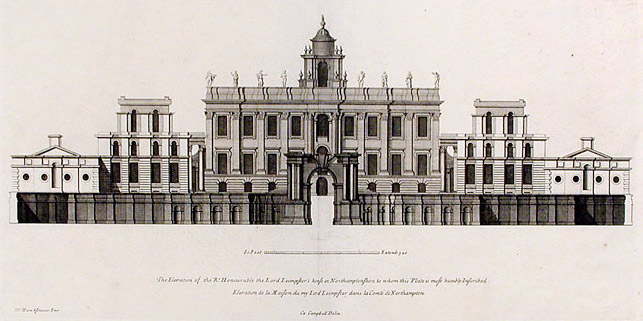
Una propuesta para Easton Neston publicada en Vitruvius Britannicus en 1715; el bloque central se construyó de acuerdo con la propuesta, excepto que no se agregó la cúpula al techo y las alas flanqueantes, la puerta de entrada y los muros del patio delantero que se muestran finalmente no se construyeron.

Hawksmoor recibió el encargo de reconstruir la antigua mansión de Easton Neston por parte de Sir William Fermor, más tarde nombrado barón Leominster, que había heredado la propiedad de su padre, Sir William Fermor, primer baronet (1621-1661), quien la había heredado en 1640 y había sido nombrado baronet al año siguiente por el rey Carlos I. Hawksmoor había sido recomendado a Fermor por su primo político Sir Christopher Wren, quien alrededor de 1680 había asesorado sobre la construcción de una nueva mansión en el sitio.
No sobreviven detalles de lo que Wren imaginó, y el trabajo parece haber cesado después de completarse los dos bloques de servicio, de los cuales solo uno sobrevive. Tras el matrimonio de Fermor en 1692 con la rica heredera Catherine Poulett, decidió resucitar la idea de una nueva mansión y, posteriormente, el alumno de Wren, Hawksmoor, recibió el encargo alrededor de 1694. Ha sobrevivido una carta de 300 palabras escrita y firmada por Wren en aproximadamente 1685, que refleja el consejo que ofreció sobre la construcción de Easton Neston. La carta fue adquirida en marzo de 2011 en una subasta por un valor estimado de £9.000, y luego vendida por £19.200.  
En mayo de 2011, la BBC transmitió un programa sobre Easton Neston, The Country House Revealed, narrado por el Historiador de la arquitectura británico Dan Cruickshank. El programa exploró la cuestión de si Wren o Hawksmoor diseñaron el edificio. Cruickshank obtuvo muestras de madera del techo del edificio; las pruebas de datación realizadas en las muestras revelaron que provenían de árboles talados entre 1700 y 1701, lo que se propuso como evidencia que sugería que Hawksmoor, no Wren, pudo haber sido el arquitecto.

## Exterior

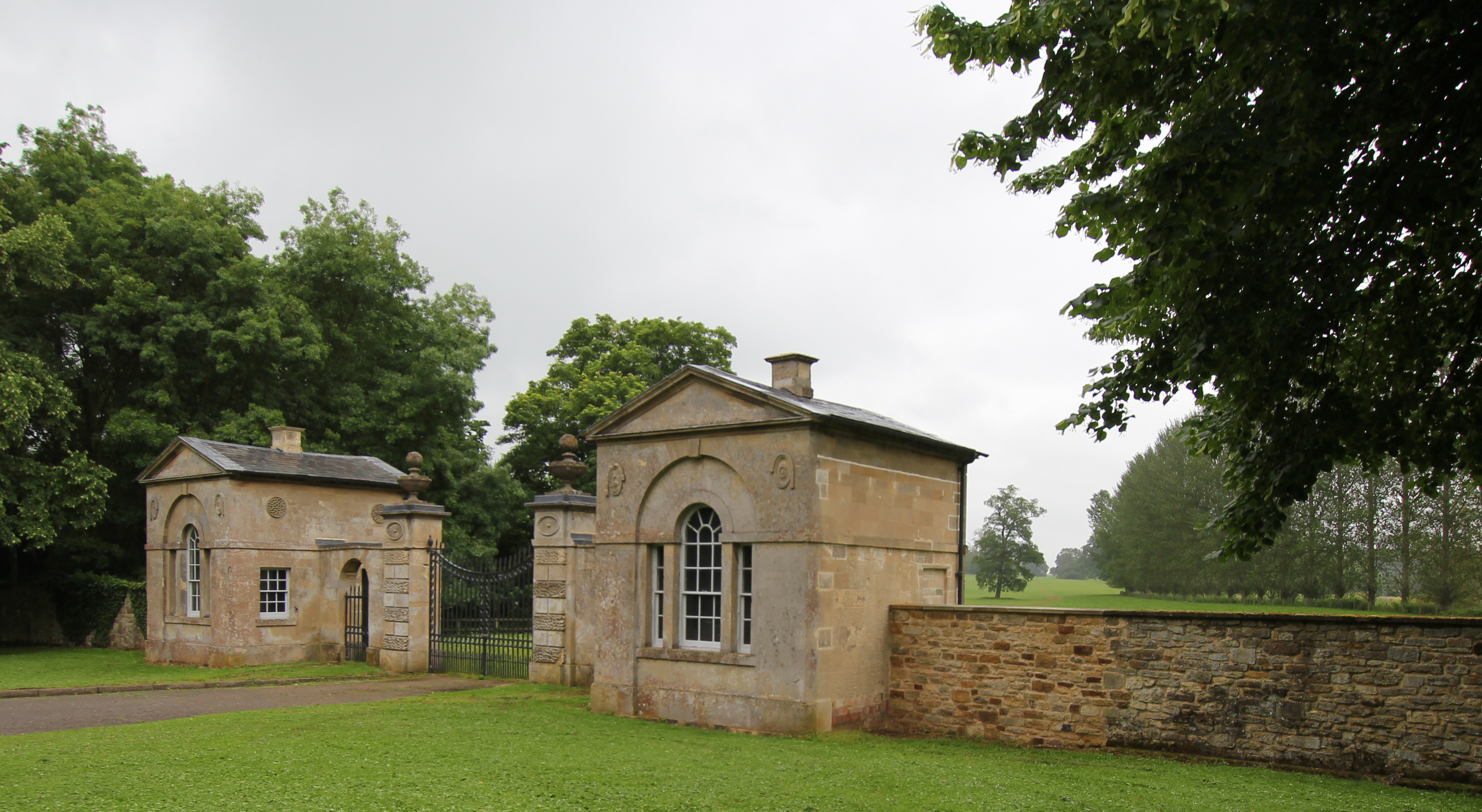
La entrada sur conduce a Easton Neston en Old Towcester Road, con la finca y el río Tove bordeado de árboles visibles al fondo.

Fermor había comprado una gran colección de estatuas de mármol de la colección Arundel, algunas de las cuales utilizó para decorar la propiedad. Estos fueron retirados y vendidos junto con otros artículos por George Fermor, segundo conde de Pomfret (1722-1785) (hijo del primer conde), entonces con dificultades financieras, y fueron comprados por su madre Henrietta Jeffreys, hija de John Jeffreys, segundo barón Jeffreys de Wem, quien en 1755 los donó al Museo Ashmolean en Oxford. 
La casa que Hawksmoor construyó en Easton Neston puede describirse mejor como un palacio en miniatura que debe el orden colosal de pilastras y balaustrada de coronación al diseño propuesto por Gabriel para el Petit Trianon de Versalles, edificio que no se completó hasta unos 50 años después de Easton Neston, cuyos grabados de diseño se publicaron en Vitruvius Britannicus. El diseño de Gabriel estuvo influenciado por los palacios del Campidoglio de Roma de Miguel Ángel (fallecido en 1564). Las dos fachadas principales de Easton Neston son de diseño sencillo, sin ostentación.
La casa rectangular consta de tres plantas principales. El más bajo es un sótano rústico, sobre el nivel del suelo, y los dos pisos superiores parecen tener el mismo valor, incluidos nueve tramos divididos por pilastras compuestas, cada tramo contiene una ventana de guillotina alta y delgada de la misma altura en cada piso. La bahía central contiene la entrada, flanqueada por dos columnas compuestas. Estas dos columnas sostienen un pequeño frontón redondeado que muestra el escudo de Fermor y el lema heráldico. Sobre la puerta, a la altura del segundo piso, hay una enorme ventana veneciana. La línea del tejado está oculta por una balaustrada que está decorada con urnas de piedra cubiertas a diez intervalos por encima de las pilastras de abajo. El diseño y la fenestración de la fachada de entrada se repite en la parte trasera de la fachada del jardín, excepto que la balaustrada del techo en la parte trasera no está decorada con urnas ni frontón. La casa está construida con piedra Helmdon, una piedra crema de calidad excepcional, lo que ha asegurado que la talla aparezca tan nítida hoy como lo fue cuando se terminó la casa en 1702.
Las dos elevaciones laterales de la casa cuentan la historia de la vida en una casa de campo antes de la era de la campana de los sirvientes. Hasta la invención de la campana a distancia situada en la sala de servicio, que podía sonar mediante un sistema de cuerdas y poleas desde lejos, era necesario que los sirvientes estuvieran situados al alcance del oído de una campana de mano o de un llamado de voz. En casas más antiguas, como Montacute House, los sirvientes dormían en el suelo del gran salón o fuera de la puerta del dormitorio de su amo; hacia el siglo XVII. Este arreglo se estaba volviendo indeseable. Las casas comenzaron entonces a tener corredores, y los dueños, en lugar de pisotear a los sirvientes que dormían, comenzaron a ordenarlos en pequeñas habitaciones, que a veces contenían el taburete del patrón. Sin embargo, estas pequeñas habitaciones aún tenían que estar a una distancia accesible.
En una casa nueva y lujosa como Easton Neston, esto se logró insertando dos pisos de personal con entrepiso con techos muy bajos entre cada uno de los dos pisos superiores. Por eso, en Easton Neston, mientras que las dos fachadas principales (Oeste y Este) son de tres pisos, la fenestración de las dos fachadas laterales menos importantes delata el secreto de que en realidad hay cinco pisos: las ventanas de los dos entrepisos, como corresponde a las humildes habitaciones que iluminan, son apenas la mitad del tamaño de las de las habitaciones más grandes situadas encima y debajo de ellas. Esto hace que las fenestraciones de las fachadas laterales sean una vista compleja e interesante.
Algunos años después de finalizar la casa en 1702, Hawksmoor elaboró más planos para un enorme patio de entrada. Estos diseños, nunca ejecutados en su totalidad pero publicados en Vitruvius Britannicus, habrían flanqueado la casa rectangular existente con dos alas, una conteniendo establos y la otra habitaciones de servicio. El cuarto lado (de entrada) del patio debía ser una elaborada columnata. No se construyó ninguna parte sustancial de este plan posterior, a excepción de dos grandes y hoy deteriorados pilares de entrada de Ozymandian, abandonados en el parque. Las dos alas de ladrillo rojo preexistentes, quizás debido en algo a Christopher Wren, permanecieron, aunque el ala occidental (establos) fue demolida más tarde después de que se construyeran los nuevos establos. Algunos comentaristas arquitectónicos, incluido Dan Cruickshank, creen que la mansión de Hawksmoor podría haber sido arruinada por este nuevo plan, que debía más a los conceptos arquitectónicos de Sir John Vanbrugh que a los de Hawksmoor. Todo el nuevo diseño propuesto fue representado en la obra Vitruvius Britannicus de Colen Campbell de 1715,  como si de hecho hubiera sido construido.

## Interior
Las habitaciones principales tienen ventanas que se elevan casi desde el suelo hasta el techo. Las habitaciones son amplias y bien proporcionadas, sin adolecer de la grandeza opresiva que caracterizaría el posterior trabajo colaborativo de Vanbrugh y Hawksmoor. La enorme escalera principal, con su balaustrada de hierro forjado al estilo de Jean Tijou, consta de dos tramos largos y poco profundos que ascienden a la galería del primer piso, que está decorada con grisallas pintadas por Sir James Thornhill. Los interiores de Easton Neston han sufrido varios cambios desde que Hawksmoor completó la casa. El gran salón de Hawksmoor, con sus paredes desnudas de dos pisos de altura y vestíbulos flanqueantes y columnas corintias, fue subdividido en el siglo XIX por Sir Thomas Hesketh, quien heredó la propiedad de su tío, para crear un piso superior que contenía tres dormitorios. El salón principal, la única estancia muy decorada de la casa, también ha experimentado cambios en la forma de yeserías decorativas realizadas por Artari a mediados del siglo XVIII para Thomas Fermor, primer conde de Pomfret (1698-1753), que comprende un techo de alto relieve acompañado en las paredes por enormes paneles con volutas y marcos de imágenes, con trofeos que contienen emblemas de caza.

## Jardines
En el parque, Hawksmoor también diseñó un canal para complementar la casa, conocido como Long Water; éste se encuentra en un eje con la puerta de entrada en el centro de la fachada del jardín. En el siglo XX, los jardines que dan al oeste, o fachada del jardín, se mejoraron aún más con la creación de una terraza de agua, por Thomas Fermor-Hesketh, primer barón Hesketh (1881-1944), sobrino nieto del quinto y último conde de Pomfret. Está decorado con boj topiario y rosas que rodean una gran piscina, que refleja la casa en su agua.

## Historia

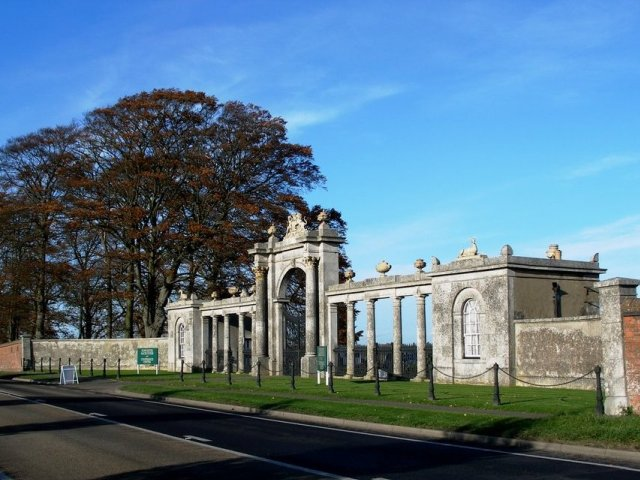
La puerta de Easton Neston en el hipódromo de Towcester

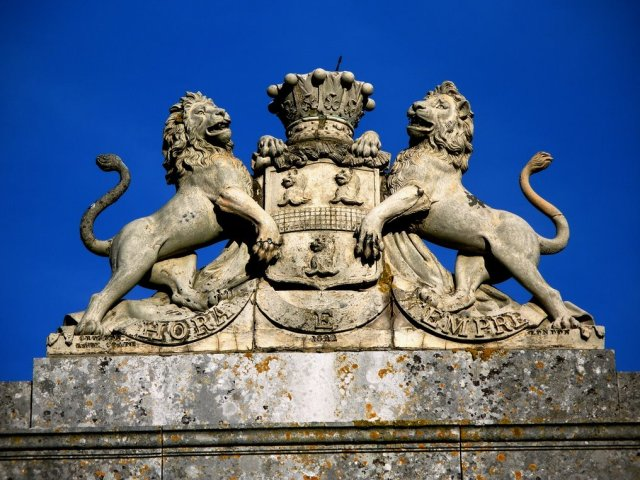
La puerta de Easton Neston en el hipódromo de Towcester, que muestra el escudo de Fermor

Durante la mayor parte de su existencia, incluso en el siglo XXI, Easton Neston ha sido una casa privada y nunca se abrió al público; por lo tanto, es poco conocida.
En marzo de 1876, la emperatriz Isabel de Austria visitó Inglaterra y alquiló Easton Neston House, utilizando sus hermosos establos para sus caballos. Ella utilizó la estación de tren de Blisworth para viajar a Londres. 
En 2004, Alexander Fermor-Hesketh, tercer barón Hesketh, descendiente del constructor por línea femenina, puso la casa y la finca circundante, incluido el hipódromo de Towcester, a la venta por un precio de 50 millones de libras. No recibió ninguna oferta y en consecuencia en 2005 vendió la finca por partes. Una parte de la finca, incluida la casa principal, algunos edificios periféricos y 550 acres (2,2 km²)   de tierra, fueron vendidos por alrededor de £ 15 millones a Leon Max, un empresario minorista y diseñador.  Posteriormente, Lord Hesketh vendió las tierras de cultivo y el pueblo gótico de Hulcote, pero conservó la propiedad del hipódromo de Towcester.

## La biblioteca Hesketh
La biblioteca de Easton Neston albergaba antiguamente una importante colección de libros raros y manuscritos, en gran parte creados por Frederick Fermor-Hesketh, segundo barón Hesketh. En 2006, la colección fue depositada en préstamo en la biblioteca de la Universidad de Lancaster, la familia Hesketh tiene sus orígenes en Lancashire. Sin embargo, estos fueron posteriormente retirados de la universidad. En 2010, los fideicomisarios del fideicomiso del Segundo Barón vendieron algunos de sus libros, manuscritos y cartas en Sotheby's.

## Legado
- Easton, Pensilvania, una ciudad de los Estados Unidos en el valle de Lehigh, recibe su nombre de la casa Easton Neston, y el condado en el que se encuentra, el condado de Northampton, Pensilvania, recibe su nombre de Northamptonshire.